# Tracy (ciclone)
Tracy è stato un ciclone tropicale di piccola ma devastante intensità che colpì l'Australia settentrionale nel dicembre del 1974. Fu uno degli eventi meteorologici più distruttivi nella storia del paese e portò alla quasi completa distruzione della città di Darwin.

## Caratteristiche meteorologiche
Tracy si formò nel Mar di Arafura il 20 dicembre 1974 come una depressione tropicale. Nel giro di pochi giorni, si intensificò rapidamente, diventando un ciclone tropicale di categoria 4 sulla scala australiana. Il ciclone raggiunse il suo picco di intensità il 24 dicembre, con venti sostenuti stimati a 165 km/h e raffiche che superarono i 200 km/h.

## Impatto su Darwin
La città di Darwin fu colpita direttamente da Tracy nelle prime ore del 25 dicembre 1974. Le conseguenze furono catastrofiche:
- Circa il 70% delle abitazioni furono distrutte o gravemente danneggiate.
- Più di 65 persone persero la vita.
- Oltre 25.000 residenti rimasero senza casa.

Il sistema di comunicazioni della città fu completamente interrotto, rendendo difficile il coordinamento dei soccorsi.

## Conseguenze
La devastazione causata da Tracy portò a una delle più grandi operazioni di evacuazione nella storia australiana. Più di 30.000 persone furono trasferite in altre aree del paese nei giorni successivi al ciclone. Questo evento spinse anche il governo australiano a rivedere le norme di costruzione e a migliorare i sistemi di allerta per i cicloni tropicali.

## Memoria e impatto culturale
Tracy rimane un evento profondamente radicato nella memoria collettiva australiana. Ogni anno, il 25 dicembre, vengono organizzate commemorazioni a Darwin per ricordare le vittime e celebrare la resilienza della comunità. L'evento ha ispirato libri, documentari e film che raccontano la tragedia e la successiva ricostruzione della città.

## Dati tecnici
- Formazione: 20 dicembre 1974
- Dissipazione: 26 dicembre 1974
- Categoria massima: 4 (scala australiana)
- Venti massimi: 165 km/h (sostenuti)
- Raffiche massime: oltre 200 km/h
- Pressione minima: 950 hPa